# Nothum
Nothum är en ort i Luxemburg.   Den ligger i distriktet Diekirch, i den nordvästra delen av landet, 40 km norr om huvudstaden Luxemburg. Nothum ligger 482 meter över havet och antalet invånare är 161.
Terrängen runt Nothum är platt åt nordväst, men åt sydost är den kuperad.  Närmaste större samhälle är Wiltz, 4,7 km nordost om Nothum. 
I omgivningarna runt Nothum växer i huvudsak blandskog. Runt Nothum är det ganska glesbefolkat, med 38 invånare per kvadratkilometer.